# Nebria
Nebria es un género de escarabajos de la familia Carabidae. Es originaria del Paleártico, Neártico, el Cercano Oriente y el norte de África.
Son carnívoros, los adultos cazan presas bajo rocas o pedregullo, generalmente a lo largo de la costa de arroyos en lugares boscosos. Las especies de lugares montañosos cazan presas en campos nevados.

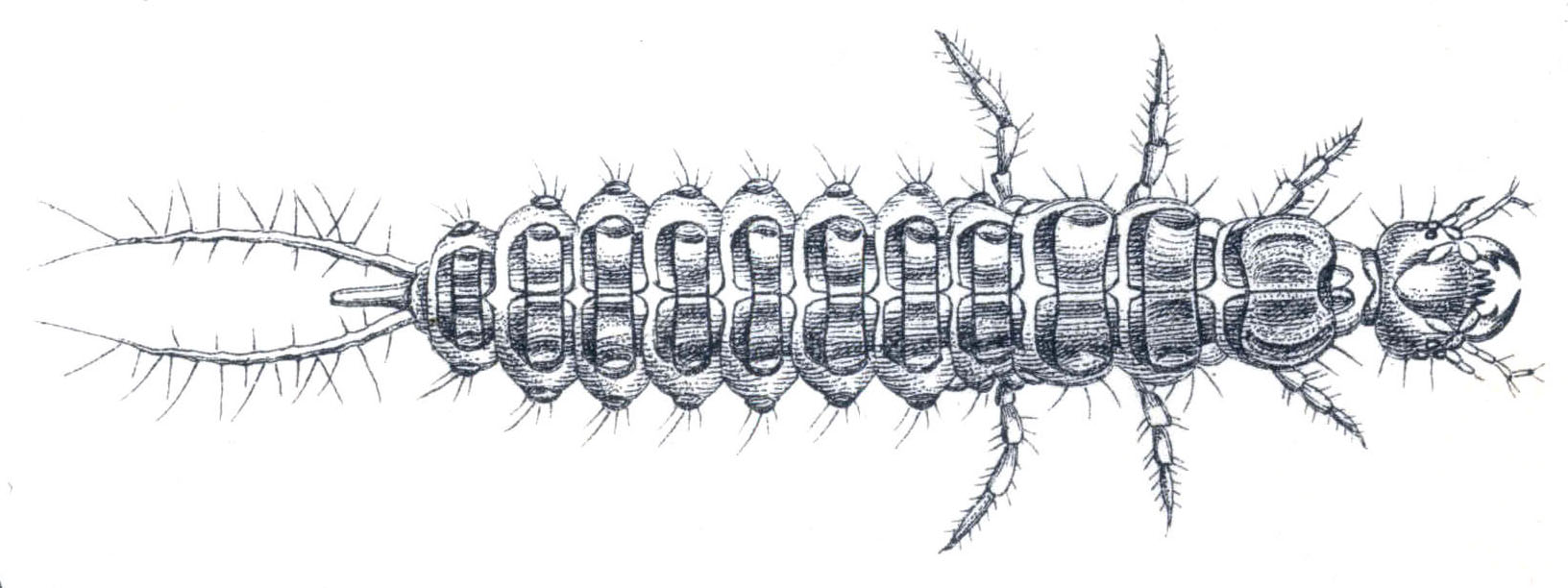
Nebria brevicollis, larva

## Especies
- Nebria aborana Andrewes, 1925 c g
- Nebria abstracta Scudder, 1900 c g
- Nebria acuta Lindroth, 1961 i c g
- Nebria adjarica Shilenkov, 1983 c g
- Nebria aenea Gebler, 1824 c g
- Nebria aetolica Apfelbeck, 1901 c g
- Nebria agilis Ledoux & Roux, 1996 c g
- Nebria alpicola (Motschulsky, 1866) c g
- Nebria altisierrae Kavanaugh, 1984 c g
- Nebria amabilis Ledoux; Roux & Sawada, 1991 c g
- Nebria ambigua Glasunov, 1902 c g
- Nebria andalusia Rambur, 1837 c g
- Nebria andarensis Bolivar y Pieltain, 1923 c g
- Nebria angustata Dejean, 1831 c g
- Nebria angusticollis (Bonelli, 1810) c g
- Nebria angustula Motschulsky, 1866 c g
- Nebria appalachia Darlington, 1932 i c g
- Nebria apuana Busi & Rivalta, 1980 c g
- Nebria araschinica Reitter, 1892 c g
- Nebria arcensis Ledoux & Roux, 1990 c g
- Nebria archastoides Ledoux & Roux, 1997 c g
- Nebria arinae Dudko & Shilenkov, 2001 c g
- Nebria arkansana Casey, 1913 i c g
- Nebria armata Ledoux & Roux, 1999 c g
- Nebria assidua C.Huber & J.Schmidt, 2009 c g
- Nebria asturiensis Bruneau de Miré, 1964 c g
- Nebria atlantica Oberthür, 1883 c g
- Nebria atrata Dejean, 1826 c g
- Nebria attemsi Apfelbeck, 1908 c g
- Nebria augustini Ledoux & Roux, 2000 c g
- Nebria austriaca Ganglbauer, 1889 c g
- Nebria azarbayanei Muilwijk, 2015 c g
- Nebria baenningeri Dudko & Shilenkov, 2001 c g
- Nebria baicalica Motschulsky, 1844 c g
- Nebria baicalopacifica Dudko & Shilenkov, 2006 c g
- Nebria banksi Crotch, 1871 c g
- Nebria barbata Andrewes, 1929 c g
- Nebria bargusinica Shilenkov, 1999 c g
- Nebria baumanni Kavanaugh, 2015 c g
- Nebria bellorum Kavanaugh, 1979 i g
- Nebria belloti Franz, 1954 c g
- Nebria biseriata Lutshnik, 1915 c g
- Nebria bissenica E.A.Bielz, 1887 c g
- Nebria bodpaica Ledoux & Roux, 1998 c g
- Nebria boiteli Alluaud, 1932 c g
- Nebria bonellii (M.Adams, 1817) c g
- Nebria boschi (Winkler in Horion, 1949) c g
- Nebria bosnica Ganglbauer, 1889 c g
- Nebria bousqueti Ledoux, 1993 c g
- Nebria bowashanensis Janak & Mikyska, 2009 c g
- Nebria bremii Germar, 1831 c g
- Nebria brevicollis (Fabricius, 1792) i c g
- Nebria businskyorum Ledoux & Roux, 1997 c g
- Nebria calva Kavanaugh, 1984 i c g
- Nebria cameroni Andrewes, 1925 c g
- Nebria campbelli Kavanaugh, 1984 c g
- Nebria capillosa Ledoux & Roux, 1992 c g
- Nebria carbonaria Eschscholtz, 1829 c g
- Nebria carpathica E.A.Bielz, 1850 c g
- Nebria carri Kavanaugh, 1979 i c g
- Nebria castanea Bonelli, 1810 c g
- Nebria catenata Casey, 1913 i c g
- Nebria catenulata Fischer von Waldheim, 1820 c g
- Nebria cathaica Sciaky & Pavesi, 1994 c g
- Nebria caucasica Ménétriès, 1832 c g
- Nebria cavazzutii Ledoux & Roux, 2005 c g
- Nebria celata Ledoux & Roux, 1999 c g
- Nebria chalceola Bates, 1883 c g
- Nebria changbaiensis (Kavanaugh & Liang, 2010) c g
- Nebria charlottae Lindroth, 1961 i c g
- Nebria chaslii Fairmaire, 1886 c g
- Nebria chelmosensis Maran, 1944 c g
- Nebria chinensis Bates, 1872 c g
- Nebria chitralensis Shilenkov & Heinz, 1988 c g
- Nebria christinae C.Huber & J.Schmidt, 2007 c g
- Nebria cinctella Andrewes, 1925 c g
- Nebria civilis Ledoux & Roux, 1998 c g
- Nebria coiffaiti Ledoux, 1983 c g
- Nebria coloradensis Van Dyke, 1943 i g
- Nebria commixta Chaudoir, 1850 c g
- Nebria compacta Ledoux & Roux, 1999 c g
- Nebria complanata (Linnaeus, 1767) c g
- Nebria composita Ledoux & Roux, 1993 c g
- Nebria conjuncta Ledoux & Roux, 1996 c g
- Nebria cordicollis Chaudoir, 1837 c g
- Nebria coreica Solsky, 1875 c g
- Nebria coruscans Ledoux & Roux, 2005 c g
- Nebria crassicornis Van Dyke, 1925 i c g
- Nebria crenatostriata Bassi, 1834 c g
- Nebria currax Wollaston, 1864 c g
- Nebria cursitans Ledoux & Roux, 1998 c g
- Nebria dabanensis Shilenkov, 1982 c g
- Nebria dacatrai Ledoux & Roux, 1996 c g
- Nebria dahlii (Duftschmid, 1812) c g
- Nebria daisetsuzana Ueno, 1952 c g
- Nebria danmanni Kavanaugh, 1981 i c g
- Nebria darlingtoni Kavanaugh, 1979 i c g
- Nebria davatchii Morvan, 1974 c g
- Nebria dejeanii Dejean, 1826 c g
- Nebria dekraatzi Oberthür, 1883 c g
- Nebria delectabilis Ledoux & Roux, 1995 c g
- Nebria delineata Ledoux & Roux, 1998 c g
- Nebria desgodinsi Oberthür, 1883 c g
- Nebria desolata Kavanaugh, 1971 i c g
- Nebria deuveiana Ledoux & Roux, 1990 c g
- Nebria diaphana K. & J.Daniel, 1890 c g
- Nebria dilatata Dejean, 1831 c g
- Nebria diversa LeConte, 1863 i c g
- Nebria djakonovi Semenov & Znojko, 1928 c g
- Nebria dobbertinensis Geinitz, 1894 c g
- Nebria dolicapax Ledoux & Roux, 1992 c g
- Nebria elbursiaca Bodemeyer, 1927 c g
- Nebria elegans Andrewes, 1925 c g
- Nebria elliptipennis Bates, 1874 c g
- Nebria eschscholtzii Ménétriés, 1843 i c g
- Nebria eugeniae K.Daniel, 1903 c g
- Nebria exul Peyerimhoff, 1910 c g
- Nebria fageticola C.Huber & Marggi, 2009 c g
- Nebria fairmairei Ledoux & Roux, 1992 c g
- Nebria faldermanni Ménétriès, 1832 c g
- Nebria fallaciosa Ledoux & Roux, 1992 c g
- Nebria fasciatopunctata L.Miller, 1850 c g
- Nebria femoralis Chaudoir, 1843 c g
- Nebria ferganensis Shilenkov, 1982 c g
- Nebria finissima Ledoux & Roux, 1990 c g
- Nebria fischeri Faldermann, 1836 c g
- Nebria flexuosa Ledoux & Roux, 1995 c g
- Nebria fongondi Ledoux, 1981 c g
- Nebria fontinalis K. & J.Daniel, 1890 c g
- Nebria formosana Habu, 1972 c g
- Nebria fossilis Piton & Théobald, 1935 c g
- Nebria frigida R.F.Sahlberg, 1844 i c g
- Nebria fulgida Gebler, 1847 c g
- Nebria fulviventris Bassi, 1834 c g
- Nebria funerea Ledoux & Roux, 1992 c g
- Nebria fuscipes Fuss, 1849 c g
- Nebria gagates Bonelli, 1810 c g
- Nebria ganeshi Ledoux, 1984 c g
- Nebria ganglbaueri Apfelbeck, 1906 c g
- Nebria gebleri Dejean, 1831 i c g
- Nebria gemina Ledoux; Roux & Wrase, 1996 c g
- Nebria genei Géné, 1839 c g
- Nebria georgei Kavanaugh, 2006 i c g
- Nebria georgesi Roux & Wrase, 2007 c g
- Nebria germarii Heer, 1837 c g
- Nebria gibbulosa Motschulsky, 1860 c g
- Nebria giulianii Kavanaugh, 1981 c g
- Nebria glacicola Ledoux & Roux, 2001 c g
- Nebria globulosa Ledoux & Roux, 1996 c g
- Nebria gotschii Chaudoir, 1846 c g
- Nebria gouleti Kavanaugh, 1979 i c g
- Nebria gratiosa Ledoux & Roux, 1998 c g
- Nebria gregaria Fischer von Waldheim, 1820 i c g
- Nebria grombczewskii Semenov, 1891 c g
- Nebria grumi Glasunov, 1902 c g
- Nebria guttulata Ledoux & Roux, 2000 c g
- Nebria gyllenhali Schoenherr, 1806 i b
- Nebria haberhaueri Heyden, 1889 c g
- Nebria haida Kavanaugh, 1984 i c g
- Nebria heegeri Dejean, 1826 c g
- Nebria heeri K.Daniel, 1903 c g
- Nebria heishuiensis Ledoux & Roux, 2008 c g
- Nebria helianta Ledoux & Roux, 2001 c g
- Nebria hellwigii (Panzer, 1803) c g
- Nebria hemprichi Klug, 1832 c g
- Nebria heydenii Dejean, 1831 c g
- Nebria hiekei Shilenkov, 1982 c g
- Nebria himalayica Bates, 1889 c g
- Nebria hollandei Ledoux & Roux, 1993 c g
- Nebria holtzi K.Daniel, 1903 c g
- Nebria holzunensis Dudko & Shilenkov, 2006 c g
- Nebria hudsonica LeConte, 1863 i c g
- Nebria hybrida Rottenberg, 1874 c g
- Nebria inexpectata Ledoux & Roux, 2006 c g
- Nebria ingens G.Horn, 1870 i c g
- Nebria irregularis Jedlicka, 1965 c g
- Nebria irrorata Ledoux & Roux, 1995 c g
- Nebria janschneideri Ledoux & Roux, 1999 c g
- Nebria jarrigei Ledoux & Roux, 1991 c g
- Nebria jeffreyi Kavanaugh, 1984 i c g
- Nebria jockischii Sturm, 1815 c g
- Nebria jugosa Ledoux & Roux, 1998 c g
- Nebria kabakovi Shilenkov, 1982 c g
- Nebria kaszabi Shilenkov, 1982 c g
- Nebria kerzhneri Shilenkov, 1982 c g
- Nebria kincaidi Schwarz, 1900 i c g
- Nebria kirgisica Shilenkov, 1982 c g
- Nebria klapperichi Bänninger, 1956 c g
- Nebria kocheri Verdier, 1951 c g
- Nebria komarovi Semenov & Znojko, 1928 c g
- Nebria korgei Jedlicka, 1965 c g
- Nebria kratteri Dejean, 1831 c g
- Nebria kryzhanovskii Shilenkov, 1982 c g
- Nebria kubaniana Ledoux & Roux, 1998 c g
- Nebria kumgangi Shilenkov, 1983 c g
- Nebria kurentzovi Lafer, 1989 c g
- Nebria kurosawai Nakane, 1960 c g
- Nebria labontei Kavanaugh, 1984 i c g
- Nebria lacustris Casey, 1913 i c g
- Nebria laevistriata Ledoux & Roux, 1998 c g
- Nebria lafresnayei Audinet-Serville, 1821 c g
- Nebria lafresnayi Audinet-Serville, 1821 g
- Nebria lamarckensis Kavanaugh, 1979 c g
- Nebria lareyniei Fairmaire, 1858 g
- Nebria lareynii Fairmaire, 1858 c g
- Nebria lariollei Germiny, 1865 c g
- Nebria laticollis Dejean, 1826 c g
- Nebria latior Ledoux & Roux, 1992 c g
- Nebria lenis Ledoux & Roux, 1995 c g
- Nebria leonensis Assmann; Wrase & Zaballos, 2000 c g
- Nebria lewisi Bates, 1874 c g
- Nebria liae Ledoux & Roux, 2007 c g
- Nebria ligurica K.Daniel, 1903 c g
- Nebria limbigera Solsky, 1874 c g
- Nebria lingulata Janak & Mikyska, 2009 c g
- Nebria lituyae Kavanaugh, 1979 i c g
- Nebria livida (Linnaeus, 1758) c g
- Nebria lombarda K. & J.Daniel, 1890 c g
- Nebria longilingua Ledoux & Roux, 1991 c g
- Nebria louiseae Kavanaugh, 1984 i c g
- Nebria lucidissima Sciaky & Pavesi, 1994 c g
- Nebria lucifer Ledoux & Roux, 1998 c g
- Nebria lyelli Van Dyke, 1925 i c g
- Nebria lyubechanskii Dudko, 2008 c g
- Nebria macedonica Maran, 1938 c g
- Nebria macrodera K.Daniel, 1903 c g
- Nebria macrogona Bates, 1873 c g
- Nebria mandibularis Bates, 1872 c g
- Nebria mannerheimii Fischer von Waldheim, 1828 i c g
- Nebria marginata Ledoux & Roux, 1995 c g
- Nebria martensi C.Huber & J.Schmidt, 2012 c g
- Nebria masrina Andrewes, 1924 c g
- Nebria mathildae Ledoux & Roux, 2001 c g
- Nebria meanyi Van Dyke, 1925 i c g
- Nebria medvedevi Shilenkov, 1982 c g
- Nebria megalops C.Huber & Reiser, 2012 c g
- Nebria meissonnieri Ledoux & Roux, 2008 c g
- Nebria mellyi Gebler, 1847 c g
- Nebria memorabilis Ledoux & Roux, 1992 c g
- Nebria mentoincisa C.Huber & J.Schmidt, 2013 c g
- Nebria merditana Apfelbeck, 1906 c g
- Nebria metallica Fischer von Waldheim, 1820 i c g
- Nebria meurguesae Ledoux, 1985 c g
- Nebria micans Ledoux & Roux, 1998 c g
- Nebria microphthalma Ledoux & Roux, 1998 c g
- Nebria mirabilis Ledoux & Roux, 1990 c g
- Nebria mirkae Janak & Mikyska, 2009 c g
- Nebria mniszechii Chaudoir, 1854 c g
- Nebria molendai C.Huber & J.Schmidt, 2007 c g
- Nebria morula K. & J.Daniel, 1891 c g
- Nebria motschulskyi Chaudoir, 1846 c g
- Nebria mucronata Ledoux & Roux, 1999 c g
- Nebria murzini Ledoux & Roux, 2000 c g
- Nebria nakanei Ueno, 1953 c g
- Nebria nana Ledoux & Roux, 1996 c g
- Nebria nanshanica Shilenkov, 1982 c g
- Nebria nataliae Kabak & Putchkov, 1996 c g
- Nebria navajo Kavanaugh, 1979 i c g
- Nebria neglecta Ledoux & Roux, 2008 c g
- Nebria negrei Ledoux & Roux, 1992 c g
- Nebria nicolasi Ledoux & Roux, 2006 c g
- Nebria nigerrima Chaudoir, 1846 c g
- Nebria nigricans Ledoux & Roux, 2000 c g
- Nebria niitakana Kano, 1930 c g
- Nebria nitens Geinitz, 1894 c g
- Nebria nivalis (Paykull, 1790) i c g
- Nebria nouristanensis Ledoux, 1985 c g
- Nebria nudicollis Peyerimhoff, 1911 c g
- Nebria oberthuri Ledoux & Roux, 1991 c g
- Nebria obliqua LeConte, 1867 i c g
- Nebria occlusa Scudder, 1900 c g
- Nebria ochotica R.F.Sahlberg, 1844 c g
- Nebria olivieri Dejean, 1826 c g
- Nebria olympica Maran, 1938 c g
- Nebria oramarensis Shilenkov & Heinz, 1984 c g
- Nebria orestias Andrewes, 1932 c g
- Nebria orientalis Bänninger, 1949 c g
- Nebria orsinii A. & G.B.Villa, 1838 c g
- Nebria ovipennis LeConte, 1878 i c g
- Nebria oxyptera K.Daniel in K. & J.Daniel, 1904 c g
- †Nebria paleomelas Scudder, 1879 c g
- Nebria pallipes Say, 1823 i c g
- Nebria panshiri Ledoux & Roux, 1997 c g
- Nebria paradisi Darlington, 1931 i c g
- Nebria parvulissima Ledoux & Roux, 1998 c g
- Nebria patruelis Chaudoir, 1846 c g
- Nebria pawlowskii Shilenkov, 1983 c g
- Nebria pazi Seidlitz, 1867 c g
- Nebria pektusanica Horvatovich, 1973 c g
- Nebria pennisii Magrini, 1987 c g
- Nebria peristerica Apfelbeck, 1901 g
- Nebria perlonga Heyden, 1885 c g
- Nebria pertinax C.Huber & J.Schmidt, 2009 c g
- Nebria peyerimhoffi Alluaud, 1923 c g
- Nebria pharina Andrewes, 1929 c g
- Nebria picea Dejean, 1826 c g
- Nebria picicornis (Fabricius, 1792) c g
- Nebria picta Semenov, 1891 c g
- Nebria pictiventris Fauvel, 1888 c g
- Nebria pilipila Ledoux & Roux, 2006 c g
- Nebria pindarica Andrewes, 1925 c g
- Nebria piperi Van Dyke, 1925 i c g
- Nebria piute Erwin & Ball, 1972 i c g
- Nebria plagiata Bänninger, 1923 c g
- Nebria plicata Ledoux & Roux, 1992 c g
- Nebria pluto Heer, 1862 c g
- Nebria polita Ledoux, 1989 c g
- Nebria pontica Ledoux & Roux, 1990 c g
- Nebria poplii Ledoux, 1984 c g
- Nebria posthuma K. & J.Daniel, 1891 c g
- Nebria praedicta Kavanaugh & Schoville, 2009 i c g
- Nebria praegensis Huber & Molenda, 2004 g
- Nebria praelonga Ledoux, 1985 c g
- Nebria przewalskii Semenov, 1889 c g
- Nebria psammodes (P.Rossi, 1792) c g
- Nebria psammophila Solsky, 1874 c g
- Nebria puella Ledoux & Roux, 1998 c g
- Nebria pulcherrima Bates, 1873 c g
- Nebria pulchrior Maindron, 1906 c g
- Nebria punctatostriata L.Schaufuss, 1876 c g
- Nebria purpurata LeConte, 1878 i c g
- Nebria pusilla Ueno, 1955 c g
- Nebria quezeli Verdier, 1951 c g
- Nebria quinquelobata Sasakawa, 2016 c g
- Nebria raetzeri Bänninger, 1932 c g
- Nebria rasa Andrewes, 1936 c g
- Nebria reflexa Bates, 1883 c g
- Nebria reichii Dejean, 1826 c g
- Nebria reitteri Rybinski, 1902 c g
- Nebria restricta Ledoux & Roux, 2005 c g
- Nebria retrospinosa Heyden, 1885 c g
- Nebria reymondi Antoine, 1951 c g
- Nebria rhilensis J.Frivaldszky, 1879 c g
- Nebria roborowskii Semenov, 1889 c g
- Nebria roddi Dudko & Shilenkov, 2001 c g
- Nebria rotundicollis Heinz & Ledoux, 1990 c g
- Nebria rougemonti Ledoux & Roux, 1988 c g
- Nebria rousseleti Ledoux & Roux, 1988 c g
- Nebria rubicunda (Quensel in Schönherr, 1806) c g
- Nebria rubripes Audinet-Serville, 1821 c g
- Nebria rubrofemorata Shilenkov, 1975 c g
- Nebria rufescens (Stroem, 1768) c g
- Nebria sadona Bates, 1883 c g
- Nebria saeviens Bates, 1883 c g
- Nebria sahlbergi Fischer b
- Nebria sahlbergii Fischer von Waldheim, 1828 i c g
- Nebria sajana Dudko & Shilenkov, 2001 c g
- Nebria sajanica Bänninger, 1932 c g
- Nebria salina Fairmaire & Laboulbène, 1854 c g
- Nebria saurica Shilenkov, 1976 c g
- Nebria sawadai (Nakane, 1979) c g
- Nebria scaphelytra Kavanaugh & Shilenkov, 1996 c g
- Nebria schawalleri Shilenkov, 1998 c g
- Nebria schlegelmilchi (M.Adams, 1817) c g
- Nebria schrenkii Gebler, 1843 c g
- Nebria schusteri Ganglbauer, 1889 c g
- Nebria schwarzi Van Dyke, 1925 i c g
- Nebria sciakyi Ledoux & Roux, 1996 c g
- Nebria scudderi Geinitz, 1894 c g
- Nebria semenoviana Shilenkov, 1976 c g
- Nebria setosa Ledoux & Roux, 1995 c g
- Nebria setulata Ledoux & Roux, 1995 c g
- Nebria sevanensis Shilenkov, 1983 c g
- Nebria shatanica Ledoux & Roux, 2005 c g
- Nebria shibanaii Ueno, 1955 c g
- Nebria sierrablancae Kavanaugh, 1984 i c g
- Nebria sifanica Semenov & Znojko, 1928 c g
- Nebria simplex Ledoux & Roux, 1996 c g
- Nebria simulator Bänninger, 1933 c g
- Nebria simulatoria Ledoux; Roux & Sawada, 1993 c g
- Nebria sitiens Antoine, 1936 c g
- Nebria snowi Bates, 1883 c g
- Nebria sobrina L.Schaufuss, 1862 c g
- Nebria sochondensis Shilenkov, 1999 c g
- Nebria spatulata Van Dyke, 1925 i c g
- Nebria speiseri Ganglbauer, 1891 c g
- Nebria spinosa Ledoux & Roux, 1995 c g
- Nebria splendida Fischer von Waldheim, 1844 c g
- Nebria stanislavi Dudko & Matalin, 2002 c g
- Nebria steensensis Kavanaugh, 1984 i c g
- Nebria storkani Maran, 1939 c g
- Nebria stricta Ledoux & Roux, 1991 c g
- Nebria suavis Ledoux & Roux, 1996 c g
- Nebria subaerea Breit, 1914 c g
- Nebria subdilatata Motschulsky, 1844 c g
- Nebria sublivida Semenov, 1889 c g
- Nebria suensoni Shilenkov & Dostal, 1983 c g
- Nebria superna Andrewes, 1923 c g
- Nebria suturalis LeConte, 1850 i c g
- Nebria suvorovi Shilenkov, 1976 c g
- Nebria sylvatica Kavanaugh, 1979 c g
- Nebria talassica Shilenkov, 1982 c g
- Nebria tangjelaensis Shilenkov, 1998 c g
- Nebria tatrica L.Miller, 1859 c g
- Nebria taygetana Rottenberg, 1874 c g
- Nebria tekesensis Ledoux & Roux, 2005 c g
- Nebria tenella Motschulsky, 1850 c g
- Nebria tenuicaulis Sasakawa & Kubota, 2006 c g
- Nebria testacea G.A.Olivier, 1811 c g
- Nebria tetungi Shilenkov, 1982 c g
- Nebria thonitida Ledoux & Roux, 1990 c g
- Nebria tiani Ledoux & Roux, 2003 c g
- Nebria tibialis (Bonelli, 1810) c g
- Nebria tisiphone Oustalet, 1874 g
- Nebria torosa Ledoux; Roux & Sciaky, 1994 c g
- Nebria transsylvanica Germar, 1824 c g
- Nebria trifaria LeConte, 1878 i c g
- Nebria trifida Sasakawa, 2008 c g
- Nebria trisiphone Oustalet, 1874 c g
- Nebria tristicula Reitter, 1888 c g
- Nebria tshatkalica Kabak & Shilenkov in Kabak, 2001 c g
- Nebria turcica Chaudoir, 1843 c g
- Nebria turmaduodecima Kavanaugh, 1981 i c g
- Nebria tyschkanica Kryzhanovskij & Shilenkov, 1976 c g
- Nebria uenoiana Habu, 1972 c g
- Nebria ultima Ledoux & Roux, 1998 c g
- Nebria uluderensis Shilenkov & Heinz, 1984 c g
- Nebria unguinosa Ledoux; Roux & Sciaky, 1994 c g
- Nebria uralensis Glasunov, 1901 c g
- Nebria valida Ledoux & Roux, 1996 c g
- Nebria vandykei Bänninger, 1928 i c g
- Nebria vanvolxemi Putzeys, 1874 c g
- Nebria velebiticola Reitter, 1902 c g
- Nebria verticalis Fischer von Waldheim, 1828 c g
- Nebria vicina Ledoux & Roux, 1999 c g
- Nebria virescens G.Horn, 1870 c g
- Nebria viridipennis Reitter, 1885 c g
- Nebria vladiae Ledoux & Roux, 2005 c g
- Nebria vseteckai Maran, 1938 c g
- Nebria vuillefroyi Chaudoir, 1866 c g
- Nebria wallowae Kavanaugh, 1984 i c g
- Nebria walterheinzi Ledoux & Roux, 1990 c g
- Nebria wraseiana Ledoux & Roux, 1996 c g
- Nebria wutaishanensis Shilenkov & Dostal, 1983 c g
- Nebria xanthacra Chaudoir, 1850 c g
- Nebria xiangchengica Janak & Mikyska, 2009 c g
- Nebria yatsugatakensis Sasakawa, 2016 c g
- Nebria yunnana Bänninger, 1928 c g
- Nebria zayula Andrewes, 1936 c g
- Nebria zioni Van Dyke, 1943 i c g

Datos: i = ITIS, c = Catalogue of Life, g = GBIF, b = Bugguide.net.